# Mimoxenolea sikkimensis
Mimoxenolea sikkimensis là một loài bọ cánh cứng trong họ Cerambycidae.